# Лесной сыч
Лесно́й сыч (лат. Athene blewitti) — вид птиц семейства совиных. Подвидов не выделяют. В течение столетия шли дискуссии о причислении данного вида либо к отдельному роду Heteroglaux, либо к роду сычей (Athene). Результаты исследований, опубликованные в 2018 году, показали принадлежность данного вида к кладе сычей. Обитает в лесах Центральной Индии, но исключительно редко.

## Внешний вид
Лесной сыч — небольшая птица, примерно такого же размера, как браминский сыч или домовый сыч. Длина его тела около 23 см. По общему облику он довольно похож на широко распространённого в Южной Азии браминского сыча, но окраска его темнее, количество белых крапинок у него значительно меньше, белый «воротник» вокруг шеи есть только спереди, верх груди почти полностью тёмный, без крапинок. Крылья покрыты белыми полосками. У летящего сыча заметна тёмная полоса на нижней поверхности крыла.  Лицевой диск белый, Радужная оболочка глаз жёлтая.
В телосложении лесного сыча есть несколько черт, отличающих его от сычей рода Athene. Голова и клюв у него несколько больше, крылья шире и менее заострены, ноги значительно короче и сильнее. Когти развиты очень сильно. Пальцы очень мощные, покрытые белыми перьями. Строение скелета этого сыча подтвердило обоснованность выделения его в отдельный род.
У лесного сыча развитая система голосовых сигналов. Обычный крик кормящегося сыча — короткое и мягкое уханье, не похожее на крик большинства других сов. Границы своей территории сыч обозначает квакающим криком. При общении с насиживающей самкой самец, прилетающий к гнезду, издаёт высокий вскрик. Сигнал тревоги — резкое, повторяющееся чириканье. Молодые сычи и самки при поиске добычи издают характерное высокое клекотание. Значительное своеобразие голосовых сигналов лесного сыча, по мнению исследователей, является ещё одним доводом в пользу его таксономического обособления в отдельный род.
Половой диморфизм выражен слабо, но самка лесного сыча больше самца (как у всех сов) и отличается от него тёмными крапинами на брюхе, которых у самца почти нет.

## История изучения
Лесной сыч был открыт в 1872 году английским исследователем Ф.Блюиттом, по имени которого птица получила видовое название blewetti, и классифицирован в 1873 году. Однако с 1872 по 1884 год было описано только 7 экземпляров лесного сыча, после чего птицу больше не удавалось обнаружить, если не считать нескольких недостоверных случаев. И только в 1997 году сыч вновь был обнаружен американскими орнитологами во главе с  П.Расмуссен, которые обследовали леса у холмов Сатпура в штате Махараштра, к северо-востоку от Бомбея. После этого начались активные поиски лесных сычей, приведшие в 2000 году к обнаружению 25 птиц в 4 местах. Дальнейшее изучение районов обитания сычей позволило найти новые места обитания сычей и наладить некоторые меры по их учёту и охране.

## Ареал и места обитания
Лесной сыч обитает в густых лесах. Этим он резко отличается от представителей рода Athene, которые предпочитают открытые пространства. Типичный биотоп лесного сыча — влажный листопадный тиковый лес, сохранившийся только в немногих малонаселённых местах. Распространение сычей по высоте над уровнем моря неизвестно, но все птицы были обнаружены в равнинных лесах; наблюдавшееся появление сычей на склонах холмов, видимо, не является нормой.
Районы, где в 1997-2000 годах вёлся поиск сычей и где птицы были обнаружены, находятся в районах, административно принадлежащих к 4 индийским штатам: Махараштра, Мадхья-Прадеш, Бихар и Орисса; большая часть этих мест расположена полосой вдоль границы Махараштры и Мадхья-Прадеша. В Ориссе имеется только один компактный район обитания сычей. В более новые исследованиях сообщалось об обнаружении сычей в штате Андхра-Прадеш.

## Образ жизни
Образ жизни и поведение лесного сыча изучены пока относительно слабо, поскольку систематические наблюдения начались только после 1997 года. Интересно, что лесной сыч, являясь типичным представителем семейства совиных, ведёт, тем не менее, преимущественно дневной образ жизни. Разыскивая добычу, сыч обычно сидит на возвышении, смотря по сторонам. При этом он периодически двигает хвостом вправо-влево; эти движения становятся интенсивнее при обнаружении добычи. Насест, с которого сыч ведёт поиск, обычно находятся низко над землёй (обычно это ветки небольших деревьев). Насест, на котором сыч отдыхает, или с которого подаёт сигнал о границах своего участка, обычно располагается высоко, часто почти у верхушки дерева. В период активности сыч часто перелетает с места на место. Лесной сыч не является скрытной птицей, по крайней мере, учёные без труда обнаруживали сычей в местах их обитания.
Как и представители рода Athene, лесной сыч живёт и выводит птенцов в дуплах.

### Питание
Как и все совы, лесной сыч активный хищник. Основу его питания составляют мелкие наземные животные, среди которых преобладают ящерицы, составляющие до 60 % корма. Мелкие грызуны составляют 15 % рациона, птицы — только 2 %. Сыч поедает также насекомых и птенцов других птиц.

### Размножение
Размножение лесных сычей происходит с октября по май. Пик сезона спаривания приходится на январь-февраль. Самка откладывает в гнездовом дупле два яйца. Она может снести повторную кладку, если первая погибла. О сроках насиживания и развития птенцов известно мало. Птенцы оперяются в возрасте 30-32 дней; известно, что птенец примерно 40 дней от роду уже периодически покидал гнездо. Был зарегистрирован случай поедания птенцов самцом, но, возможно, это был не отец птенцов, а другой сыч, прогнавший с участка прежнего владельца или занявший этот участок после его гибели.

## Статус популяции

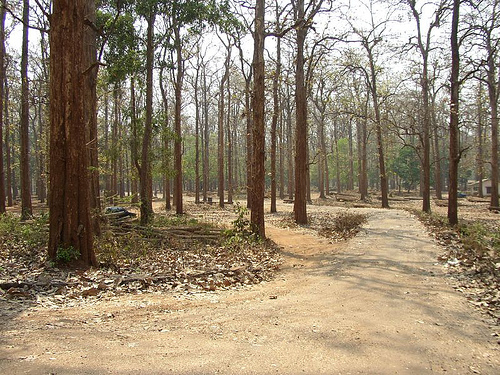
Тиковый лес (Индия) — типичный биотоп лесного сыча

Охранный статус популяции оценивали как находящийся в критической опасности (англ. critically endangered) — это означает, что птица находится на грани вымирания, хотя дальнейшие находки этих птиц привели к изменению статуса в сторону меньшей опасности. Общее количество лесных сычей оценивается в 250—1000 особей. В 2005 году в заповеднике Мелгхат, который считается основным местом обитания сыча, было насчитано около 100 птиц.
Места обитания сыча заселены по индийским меркам слабо, но тем не менее по абсолютным показателям весьма плотно. Антропогенный фактор воздействует на поголовье сычей прежде всего из-за сведения лесов и разрушения среды обитания. Наблюдения показали, что сыч не боится близко проезжающих автомобилей, свершающих регулярные поездки, но его пугают лесорубы и пасущийся скот.
Численность сычей продолжает снижаться из-за вырубки лесов. Наблюдения в 2009 году в лесном массиве Торанмал позволили обнаружить сычей только на 2 участках их обитания из 14, а в местах прежнего обитания сычей в Ориссе их в этот раз вообще не обнаружили. В то же время были открыты новые районы обитания сычей. Согласно оценкам, природоохранные мероприятия охватывают всего около 10 % общего поголовья лесных сычей, так что ситуация является крайне тревожной.